# Cladocolea elliptica
Cladocolea elliptica là một loài thực vật có hoa trong họ Loranthaceae. Loài này được Kuijt mô tả khoa học đầu tiên năm 1992.